# Ayotzinapa
Ayotzinapa är en ort i Mexiko.   Den ligger i kommunen Zitlala och delstaten Guerrero, i den södra delen av landet, 190 km söder om huvudstaden Mexico City. Ayotzinapa ligger 1 648 meter över havet och antalet invånare är 673.
Terrängen runt Ayotzinapa är kuperad åt sydväst, men åt nordost är den bergig. Runt Ayotzinapa är det ganska glesbefolkat, med 40 invånare per kvadratkilometer. Närmaste större samhälle är Chilapa de Alvarez, 15,0 km söder om Ayotzinapa. I omgivningarna runt Ayotzinapa växer huvudsakligen savannskog.